# Wolfram Wessels
Wolfram Wessels (* 1956 in Gießen) ist ein deutscher Journalist, Rundfunkhistoriker, Feature- und Hörspielautor und -regisseur.

## Leben
Wessels studierte in Gießen und Freiburg und wurde 1985 mit einer Dissertation über Hörspiele im Dritten Reich. Zur Institutionen-, Theorie- und Literaturgeschichte promoviert. Neben rundfunkgeschichtlichen Sendungen und Aufsätzen verfasste er etwa 20 Hörspiele, bei denen er teilweise auch Regie führte. 1988 wurde er mit dem Kurt-Magnus-Preis ausgezeichnet. Als Hörbuch erschien sein Feature Der Erste Weltkrieg mit Originalaufnahmen und Musik der Zeit.

## Hörspiele, Features und andere Hörfunkformate
Quelle: ARD-Hörspieldatenbank
- 1983: Trommeln für die Volksgemeinschaft – Rundfunk und Hörspiel im dritten Reich – Regie: Arturo Möller (Hörspiel – SWF)
- 1985: Demokratie, dein Mund heisst Radio – Rundfunk und Hörspiel unter alliierter Kontrolle – Regie: Johannes Hertel (Hörspiel – SWF)
- 1986: Die menschliche Stimme – 40 Jahre Hörspiel im SWF – Regie: Johannes Hertel (Hörspiel – SWF)
- 1986: Radio-Porträt: Ein Schmuck für Momente – Helmut Käutner und das Hörspiel – Regie: Wolfram Wessels (Hörspiel – BR)
- 1986: Pioniere der Radiokunst – 10. Folge: Leben gegen den Strom – Ernst Schnabel – Der Schriftsteller im Rundfunkalltag – Regie: Johannes Hertel (Feature – SWF)
- 1988: Radio anderswo: Die Stimme der Heimat – Radio und Hörspiel in der Schweiz – Regie: Heini Vogler (Feature – SR DRS/SWF)
- 1991: Welle, Du Wunder, wir grüßen dich. Die Anfänge des Hörspiels in der Weimarer Republik – Regie: Wolfram Wessels (Feature – BR)
- 1991: Die Welt im Haus. Rundfunk und Hörspiel in der Weimarer Republik – Regie: Johannes Hertel (Feature – SWF)
- 1993: "Rebellion in der Goldstadt" von Günter Eich: Zusammenfassung zum Stand der Debatte (auch Sprecher) – Regie: Wolfram Wessels (Bericht – SWF)
- 1994: Zum Beispiel: Günter Eich. Von der schuldlosen Schuld der Literatur. Die neue Debatte um einen Klassiker des Hörspiels (Rebellion in der Goldstadt vom Mai 1940) – Regie: Wolfram Wessels (Essay – HR)
- 1994: Deutsches Hörspielmuseum: Nun senden sie wieder. Deutsche Hörspiele 1940–1950 – Regie: Wolfram Wessels (Essay – BR)
- 1996: Staatsakt für die Arbeit. Der 1. Mai und die Nazis. Eine Collage – Regie: Wolfram Wessels (Feature – HR)
- 1998: Das Lehrstück aus der Katastrophe: Von der "Sintflut" zum "Ozeanflug". Brecht als Pionier des Radios. Ein Essay mit Tondokumenten – Regie: Wolfram Wessels (Essay – SWF)
- 1998: Von Sprachstellern, Schallspielern und Radiopionieren. Die Anfänge des Hörspiels in Deutschland in sechs Kapiteln (auch Sprecher) – Regie: Wolfram Wessels (Feature – Deutschlandradio)
- 1999: Für Tausende ersetzt das Radio den Theatergenuß. Zwischen Bühnenkunst und Medienereignis: Hörspielregisseure der Nachkriegszeit – Regie: Ulrike Brinkmann (Feature – Deutschlandradio)
- 2001: Nichts, was nicht politisch wäre. Hörspielunterhaltung im Dritten Reich (auch Sprecher) – Regie: Ulrike Brinkmann (Collage – Deutschlandradio)
- 2005: Jetzt!. Der 24. März 2005 – weltweit – Bearbeitung und Regie: Wolfram Wessels (Original-Hörspiel, Dokumentarhörspiel, Collage – SWR/WDR)
- 2005: Augusto Boal: Der Mann, der eine Fabrik war (Bearbeitung (Wort) und Redaktion) – Regie: Judith Lorentz (Hörspielbearbeitung – SWR)
- 2006: S. Santorius: Homo Lemmus (nur Sprecher) – Regie: Judith Lorentz (Originalhörspiel, Science-Fiction-Hörspiel – SWR)
- 2007: Nachwort zu Günter Eich: Ein Traum am Edsin-gol (auch Sprecher: Autor) – Regie: Wolfram Wessels, Iris Drögekamp (Essay – SWR)